# Štěpán Chaloupek
Štěpán Chaloupek, né le 8 mars 2003 à Meziboří en Tchéquie, est un footballeur tchèque qui évolue au poste de défenseur central au Slavia Prague.

## Biographie

### En club
Né à Meziboří en Tchéquie, Štěpán Chaloupek commence le football avec le club local du SFK Meziboří avant de rejoindre le FK Teplice en 2015, où il poursuit sa formation. Le 13 août 2021, Chaloupek signe son premier contrat professionnel avec son club formateur.
Il joue son premier match en professionnel avec le FK Teplice, le 22 septembre 2021, lors d'une rencontre de coupe de Tchéquie face au FK Fotbal Třinec. Il est titularisé et son équipe s'impose par un but à zéro. Chaloupek fait sa première apparition en première division tchèque le 7 novembre 2021 contre le Sparta Prague. Il est titularisé et son équipe s'incline par quatre buts à deux ce jour-là.
Le 27 novembre 2023, Chaloupek prolonge con contrat avec le FK Teplice jusqu'en juin 2027.
Chaloupek rejoint le Slavia Prague à compter de l'été 2024. Le transfert est annoncé dès le 5 janvier 2024, et il signe un contrat de quatre ans, soit jusqu'en juin 2028,.
Chaloupek joue son premier match pour le Slavia le 1 septembre 2024, lors d'une rencontre de championnat face au FK Pardubice. Il entre en jeu à la place de Chrístos Zafíris et son équipe l'emporte par deux buts à zéro.

### En sélection
Štěpán Chaloupek joue son premier match avec l'équipe de Tchéquie espoirs le 7 septembre 2023, contre la Slovaquie. Il est titularisé et son équipe l'emporte par deux buts à zéro. Il s'impose alors comme un leader au sein de la défense des espoirs, au même titre que Martin Vitík,.